# Йосиф Тетовско-Гостиварски
Йосиф (на македонска литературна норма: Јосиф) е духовник на Македонската православна църква, тетовско-гостиварски митрополит от 2013 година.

## Биография
Роден е в 1982 година в Скопие, тогава в Социалистическа федеративна република Югославия, днес в Северна Македония. След завършване на основното си образование, в 1997 година се записва в Македонската православна семинария „Свети Климент Охридски“ в Скопие, която завършва в 2002 година. Става послушник в Бигорския манастир и започва да учи в Богословския факултет на Скопския университет, който завършва в 2010 година с дипломна работа „Богородица - начало на Новия Завет“. Замонашен е на 10 септември 2003 година от митрополит Тимотей Дебърско-Кичевски. В 2004 година е ръкоположен за дякон, а на 7 юли 2006 година за йеромонах в Бигорския манастир. На 28 юни 2012 година Светият синод единодушно го избира за викарен велички епископ на Скопската епархия. На 3 юли 2012 година става игумен в манастира „Свети Наум Охридски“, а на 12 юли 2012 година в църквата „Св. св. Петър и Павел“ в Скопие става архимандрит. На 7 октомври 2012 година е ръкоположен за епископ в охридската катедрала „Света София“.
След смъртта на Кирил Положко-Кумановски и разделянето на епархията на две на 17 септември 2013 година, Йосиф Велички става пръв митрополит на новоформираната Тетовско-Гостиварска епархия, като е интронизиран на 3 ноември 2013 година в катедралния храм „Св. св. Кирил и Методий“ в Тетово.